# کمیجیان

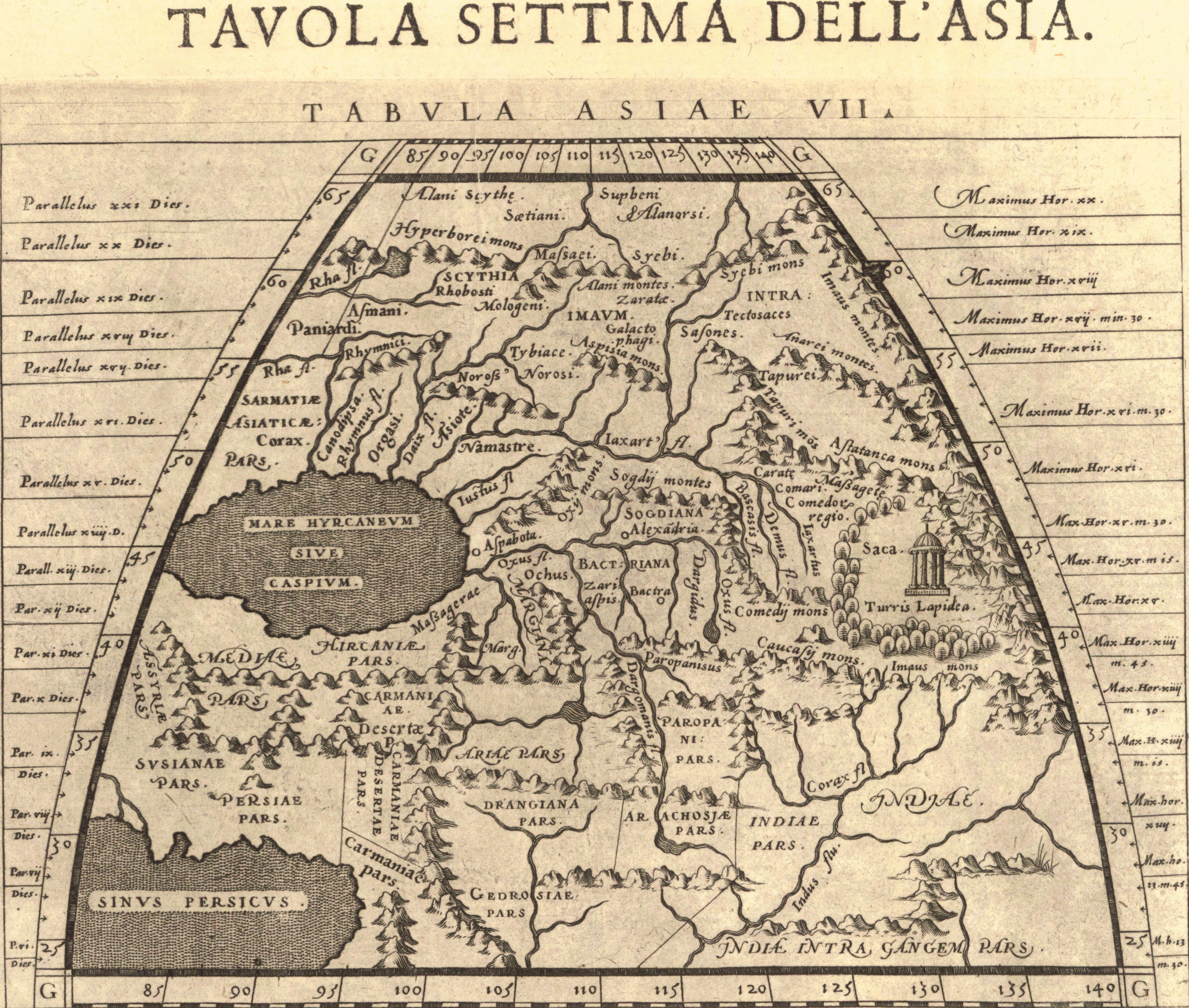
نقشه سکونتگاه قوم کُمیجیان

کُمیجیان اقوامی بودند که در کوه‌های بُتَّمان در آسیای میانه در رأس دره‌هایی که به چغانیان و ختلان می‌رسند سکونت داشتند. هرچند منابع روزگار غزنوی آنها را ترک می‌خوانند امّا به احتمال زیاد آنها از نژاد هپتالیان یا سکاها بوده‌اند.
حدودالعالم در مورد آن‌ها می‌نویسد: کمیجیان به حدود ماوراءالنهر و حدود ختلان و چغانیان مردمانی‌اند دلاور و جنگی و دزدپیشه و خواستهٔ ایشان گوسپند است و برده. و ایشان را ده‌ها و روستاهای بسیار است و هیچ شهر نیست.
مقدسی شانزده هزار قریه کنجینه برمی‌شمارد.